# Nisída Elása
Nisída Elása är en ö i Grekland.   Den ligger i prefekturen Nomós Lasithíou och regionen Kreta, i den sydöstra delen av landet, 400 km sydost om huvudstaden Aten. Arean är 1,8 kvadratkilometer.
Terrängen på Nisída Elása är platt. Öns högsta punkt är 64 meter över havet. Den sträcker sig 1,8 kilometer i nord-sydlig riktning, och 2,0 kilometer i öst-västlig riktning.